# Bounkhong
Bounkhong là một hoàng thân của Lào, là uparaja cuối cùng của Luang Phrabang. Ông được ban tước hiệu Chao Ratsaphakhinay vào năm 1884. Từ năm 1911 - 1920, ông là một thành viên của Hội đồng Chính phủ của Đông Dương thuộc Pháp.
Chao Maha Oupahat Bounkhong là cha của Phetsarath, Souvanna Phouma, Souphanouvong và Souvannarath. Ông qua đời tại Luang Phrabang vào ngày 26/07/1920. Ông có tất cả 11 con trai, 13 con gái và 11 bà vợ.

## Bibliography
- Lee, Khoon Choy (2013). Golden Dragon and Purple Phoenix: The Chinese and Their Multi-Ethnic Descendants in Southeast Asia. World Scientific. ISBN 978-981-4383-43-1.{{Chú thích sách}}:  Quản lý CS1: ref trùng mặc định (liên kết)